# فرانس د فرنگ
فرانس د فرنگ (هلندی: Frans de Vreng; ۱۱ آوریل ۱۸۹۸ – ۱۳ مارس ۱۹۷۴) دوچرخه‌سوار پیست اهل هلند بود.
از افتخارات وی میتوان به کسب مدال برنز بخش تاندم در بازی‌های المپیک تابستانی ۱۹۲۰ اشاره کرد.